# Banská Bystrica
Banská Bystrica (maďarsky Besztercebánya, německy Neusohl, česky též Báňská Bystřice, Banská Bystřice, Báňská Bystřica) je krajské a okresní město na Slovensku ve Slovenském rudohoří na řece Hron, 165 km severovýchodně od Bratislavy, sídlo banskobystrické diecéze a Univerzity Mateja Bela. Žije zde přibližně 74 tisíc obyvatel a bylo tak šestým největším slovenským městem.

## Městské části

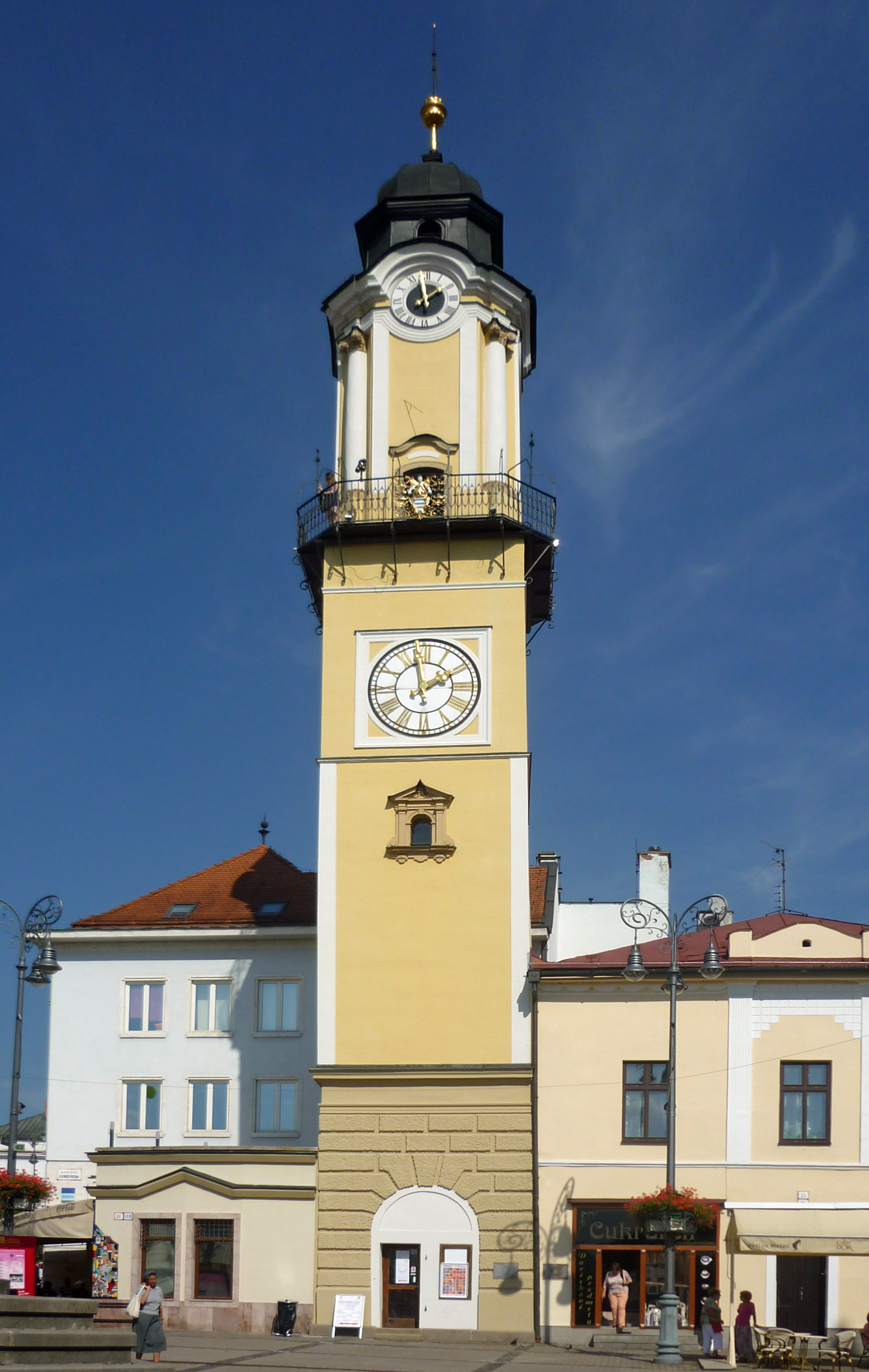
Hodinová věž

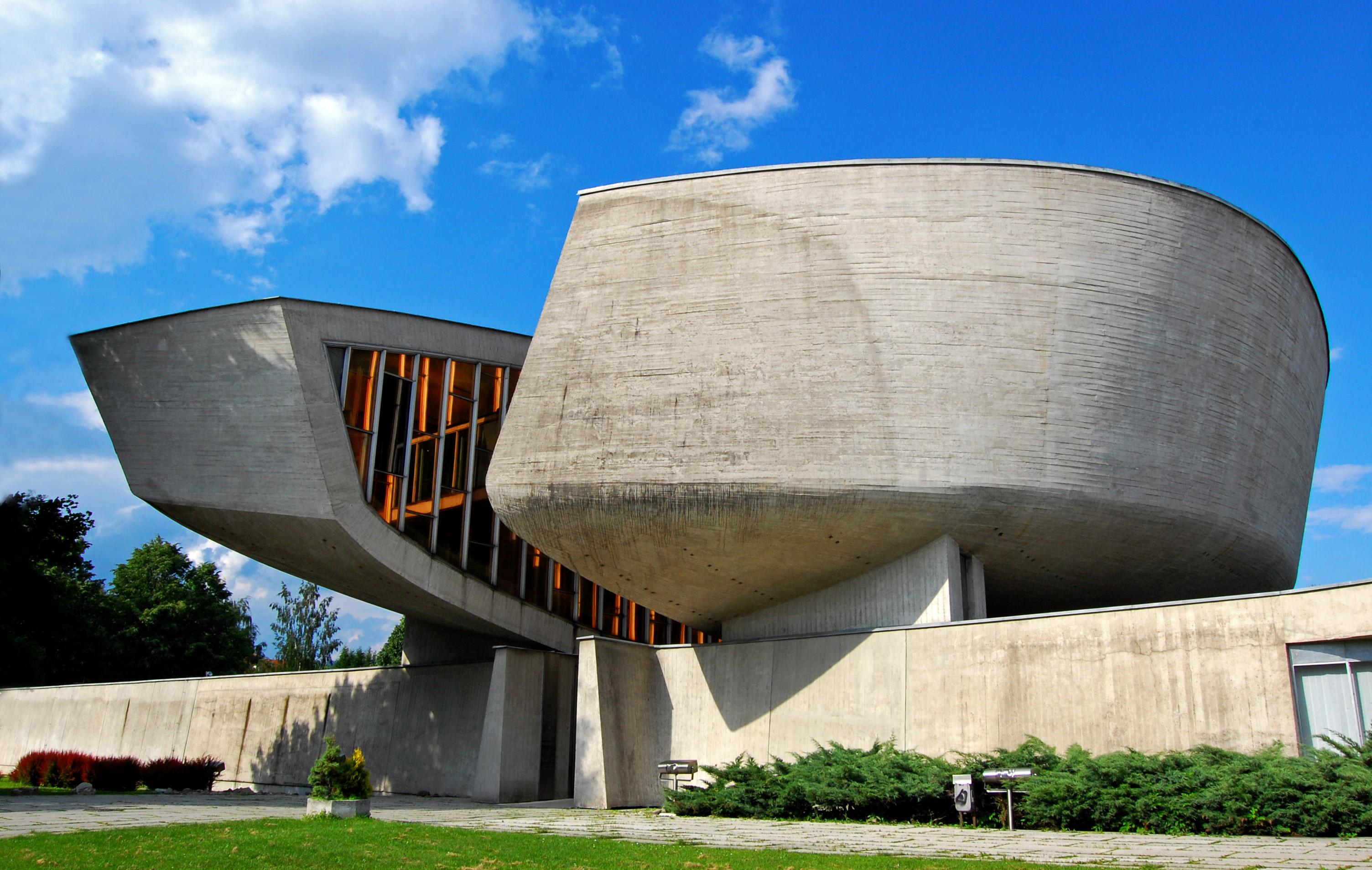
Památník SNP

Město má 19 městských části a to: Banská Bystrica, Fončorda, Iliaš, Jakub, Kostiviarska, Kráľová, Kremnička, Majer, Podlavice, Pršianska Terasa, Radvaň, Rakytovce, Rudlová, Sásová, Senica, Skubín, Šalková, Uhlisko, Uľanka.

## Historie

### Středověk

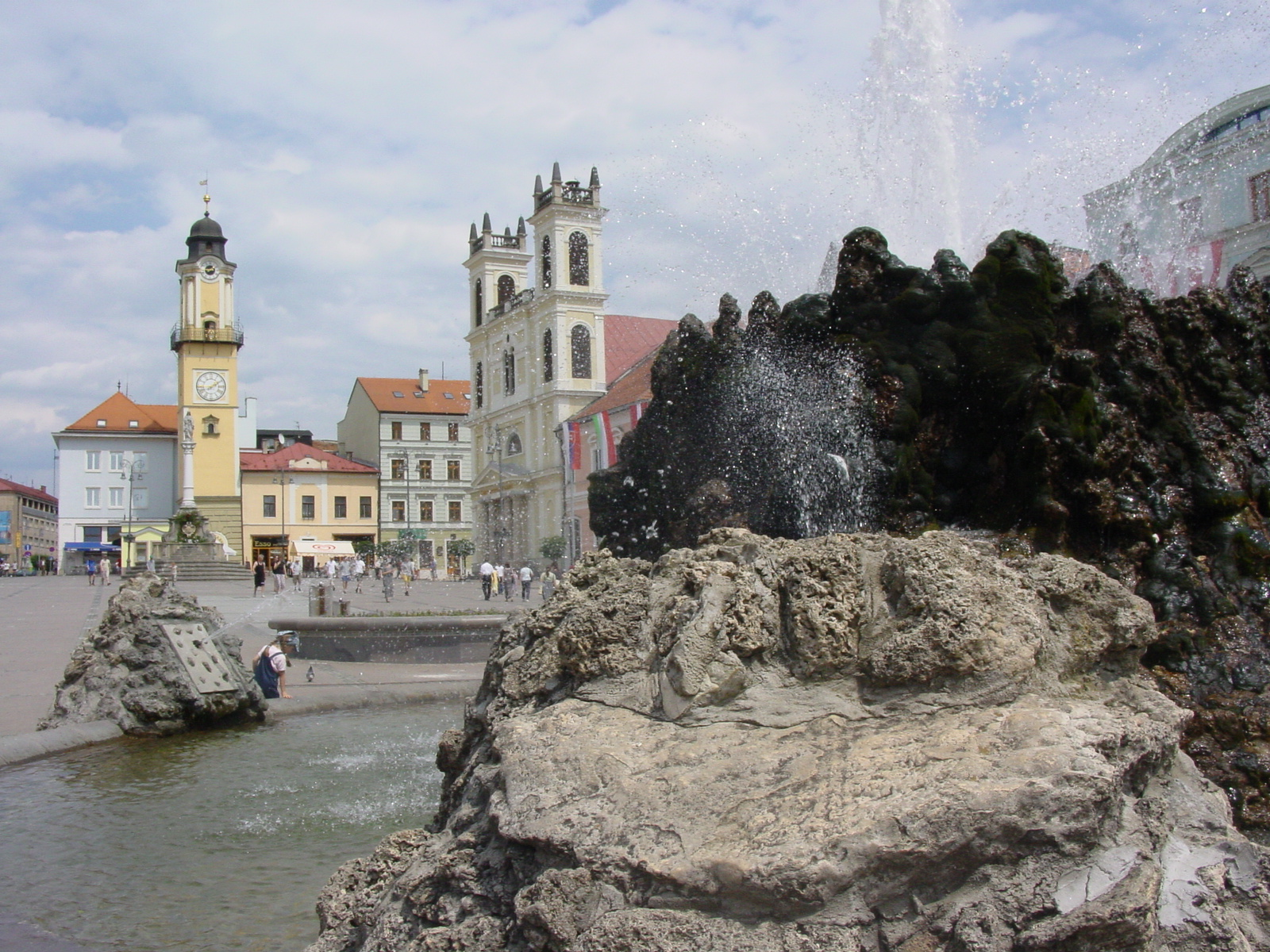
Náměstí, hodinová věž a kostel sv. Františka Xaverského

První písemná zmínka o Banské Bystrici pochází z roku 1255, kdy jí uherský král Béla IV. udělil právo na těžbu surovin. Těžilo se zde měď, rtuť, stříbro a zlato. Tímto krokem chtěl nalákat hlavně řemeslníky ze Svaté říše římské. Do města tak koncem 13. století přišli Němci, tehdy se tu používal název Neusohl (Nový Zvolen). Bystrica právě díky přistěhovalým řemeslníkům vzkvétala. V roce 1494 zde vznikla společnost Ungarischer Handel (Uherský obchod), která se v nadcházejícím 16. století stala jednou z největších těžebních společností tehdejšího světa.

### Novověk

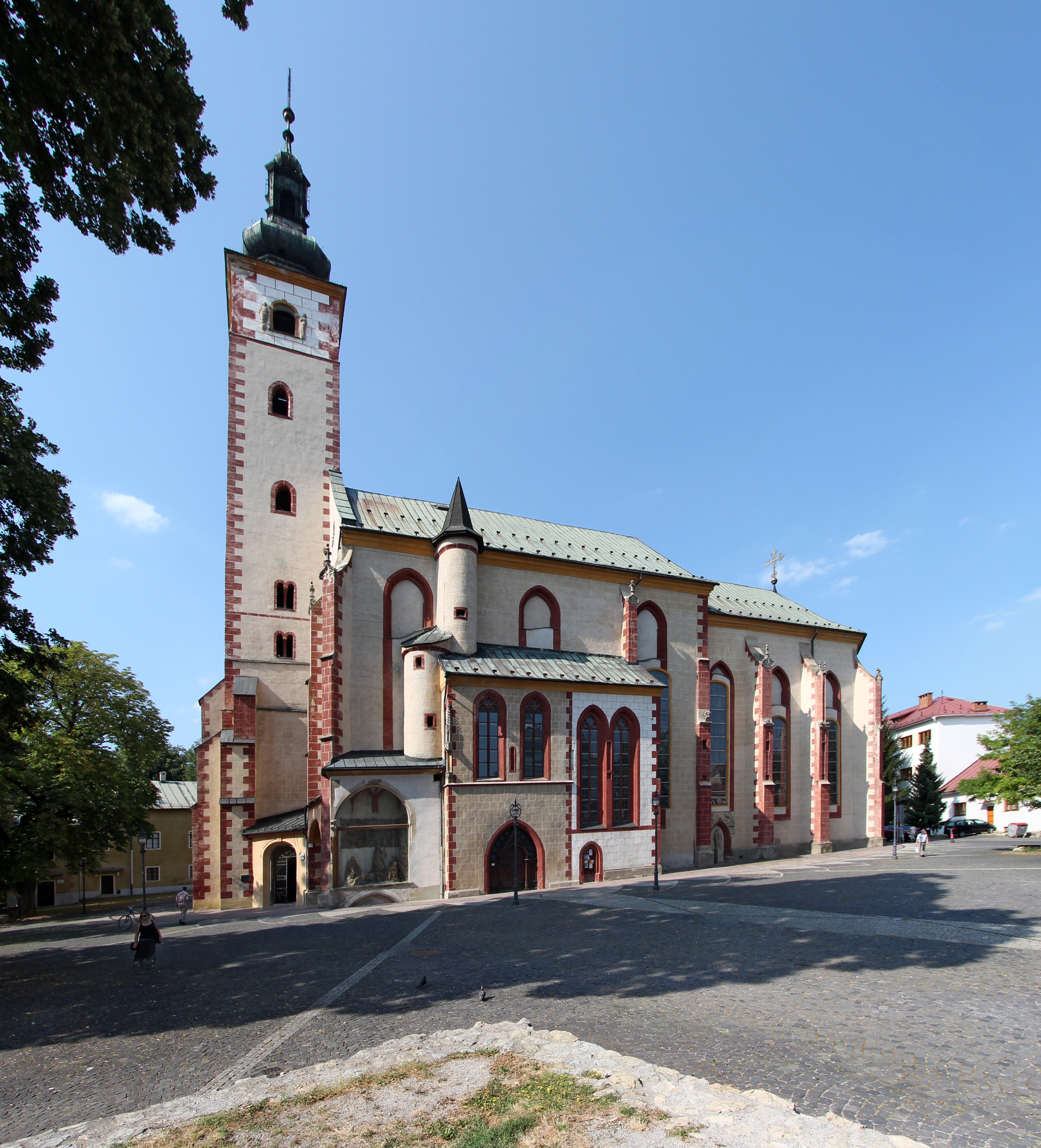
Kostel Nanebevzetí Panny Marie

Banská Bystrica byla jako centrum protestantství ve sporu jak s Maďary a Turky, tak i s katolíky. V roce 1513 zde bylo několik evangelíků pro svou víru odsouzeno k smrti. S postupem osmanských vojsk se město v roce 1589 rozhodlo vybudovat městské hradby. Při povstání Štěpána Bočkaje bylo město v  roce 1605 postiženo požárem. V roce 1620 zde byl zvolen protestantským uherským králem tehdejší princ Gabriel Betlen. V roce 1650 si Slováci domohli své zastoupení ve zdejší městské radě (přes odpor Němců). Při povstání Imricha Tökölyho bylo město v  roce 1680 obsazeno povstalci.
Po vyčerpání zásob mědi se hospodářství přeorientovalo na zpracování dřeva a výrobu papíru. Rozvoj města nastal během průmyslové revoluce. Od roku 1776 je město sídlem banskobystrického biskupa.

### Dvacáté století
Koncem druhé světové války došlo 29. srpna 1944 ke Slovenskému národnímu povstání, jehož byla Banská Bystrica centrem. V roce 1949 se uskutečnila první výstavba domů a to pro obyvatele obce Kalište vypálené německými fašisty, poté začala výstavba více podlažních nájemních domů a paneláků. Je zde mnoho významných administrativních budov: krajský úřad nebo budova Úřadu průmyslového vlastnictví SR atd. 
V letech 1960–1990 byla centrem Středoslovenského kraje.

## Obyvatelstvo
Počet obyvatel krajského města má v posledním desetiletí klesající tendenci. V roce 2002 ve městě žilo 82 299 obyvatel, ke konci roku 2012 to bylo jen 78 068. I když se v roce 2012 narodilo více dětí než v předešlý rok, klesající trend pokračoval odstěhováním se 1 222 ve srovnání s přírůstkem 876 obyvatel.
Z obyvatel bylo 94,74 % Slováků, 1,39 % Čechů, 0,54 % Romů, 0,54 % Maďarů, 0,06 % Němců a 0,05 Ukrajinců. 46,57 % se hlásilo k Římskokatolické církvi, 13,94 % k Evangelické církvi augsburského vyznání, 1,03 % k Řeckokatolické církvi a 0,24 % k Pravoslavné církvi. 30,17 % obyvatel je bez vyznání.

## Doprava
Dopravní podnik města provozuje 22 autobusových a 8 trolejbusových linek. Banská Bystrica leží na železniční trati Zvolen–Vrútky. 11 km jižně od města je mezinárodní letiště Sliač.

### Železniční
Banská Bystrica se nachází na křižovatce Železniční trati Zvolen–Vrútky (která je v úseku Zvolen – Banská Bystrica elektrifikována) a Banská Bystrica – Červená Skala, která elektrifikována není. Všechny tyto tratě jsou jednokolejné. Železniční stanice Banská Bystrica se nachází v blízkosti autobusového nádraží. Železniční zastávka Banská Bystrica-město se nachází blíže k centru města. Město má přímé spojení rychlíky s Bratislavou.

### Silniční
Banská Bystrica leží na křižovatce několika silničních tahů. Z jihu je napojena na R1 a I/69 (směr Zvolen), z východu na I/66 (směr Brezno) a ze severu na I/59 (směr horské sedlo Donovaly). Městem prochází několik silic druhé a třetí třídy. Od dubna 2009 byl ve výstavbě Severní obchvat města jako pokračování trasy R1. Jeho trasa vede ze silnice I/59 v městské části Karlovo, prochází mezi centrem města a městskou částí Sásová a napojuje se na silnici I/66 směrem na Brezno. Dálková doprava ve směrech Zvolen-Brezno a Ružomberok-Brezno se tak vyhýbá centru města. Obchvat má délku délku 5,672 km. Otevřen byl 27. července 2012.
Dále je plánováno pokračování R1 směrem na Slovenskou Ľupču a přes hřeben Nízkých Tater do Ružomberka.

## Společnost

### Školství
- V roce 1992 byla v Bystrici zřízena Univerzita Mateja Bela. V městě působí také Akademie umění a Fakulta zdravotnictví Slovenské zdravotnické univerzity.

Na území města působí následující střední školy:
- Gymnázium Andreja Sládkoviča
- Gymnázium Jozefa Gregora Tajovského
- Gymnázium Mikuláša Kováča
- Športové gymnázium Banská Bystrica
- Evanjelické gymnázium v Banskej Bystrici
- Katolícke gymnázium Štefana Moysesa
- Konzervatórium Jána Levoslava Bellu
- Obchodná akadémia (Banská Bystrica)
- Spojená škola (Školská) – Stredná odborná škola automobilová, podnikania, elektrotechnická
- Spojená škola (Kremnička) – Stredná odborná škola stavebná, SPŠ stavebná
- Stredná priemyselná škola Jozefa Murgaša
- Stredná zdravotnícka škola (Banská Bystrica)
- Stredná odborná škola informačných technológií
- Stredná odborná škola Pod Bánošom
- Stredná odborná škola hotelových služieb a obchodu
- Odborné učilište internátne Viliama Gaňu
- Súkromné gymnázium Orbis eruditionis
- Súkromná obchodná akadémia

Na území města působí následující základní školy:
- Základná škola Jána Bakossa
- Základná škola Ďumbierska 17
- Základná škola Jozefa Gregora Tajovského
- Základná škola Golianova
- Základná škola, Hronská 47
- Základná škola, Moskovská 2
- Základná škola Pieninská 27
- Základná škola Radvanská 1
- Základná škola Sitnianska 32
- Základná škola Spojová 14
- Základná škola SSV Skuteckého 8
- Základná škola, Trieda SNP 20
- Základná umelecká škola J. Cikkera
- Základná škola Fantázia, Magurská 16
- Základná škola Dráčik, Mládežnícka 51
- Základná škola U Filipa, Ružová 14
- Súkromná umelecká základná škola Róberta Tatára, Okružná 2
- Súkromná umelecká škola, Námestie Slobody 3
- Základná škola s materskou školou Štefana Moysesa – Nám. Štefana Moysesa 23 (římskokatolická církev)
- Základná škola Narnia, Okružná 2 (církev bratrská)
- Špeciálna základná škola, Ďumbierska 15
- Základná škola pri Detskej fakultnej nemocnici s poliklinikou, Nám. L. Svobodu 4

### Kultura

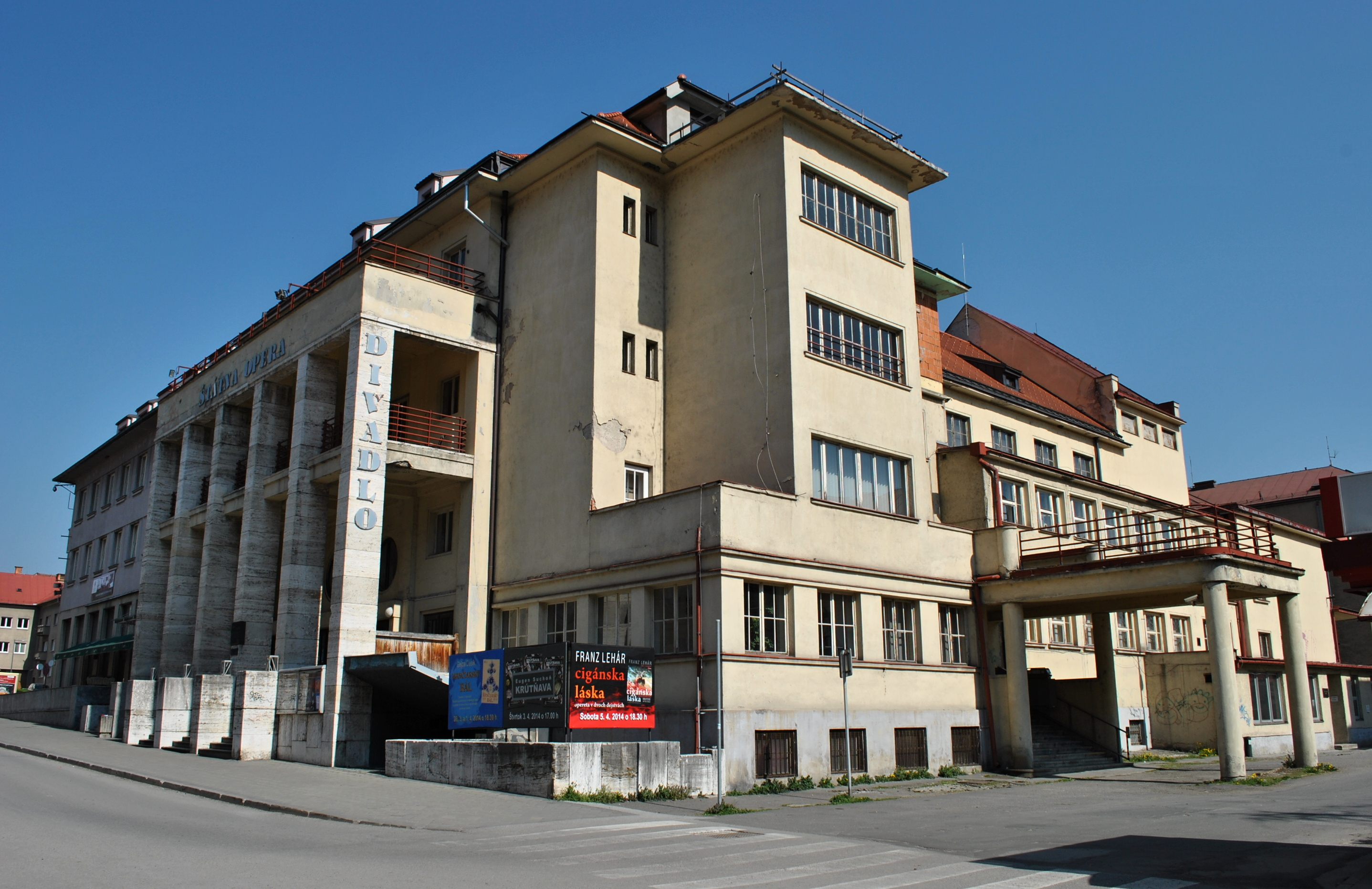
Národní dům na Národní ulici je sídlem Státní opery

V Banské Bystrici působí několik divadel. Státní opera uvádí operní, muzikálové a baletní představení. Divadlo z Pasáže v Banské Bystrici jako jediné divadlo na Slovensku angažuje herce s mentálním postižením. Loutkové divadlo na rozcestí se zabývá jednak loutkovým uměním pro děti a dospělé ale i jinými formami divadla. Moderní taneční umění zastupuje Studio tance. Ve městě působí i několik uměleckých škol, které pořádají koncerty svých studentů a pedagogů. V Banské Bystrici se také koná mezinárodní bienále loutkářské tvorby. Ve dvoře Beniczké pasáže v centru města od roku 2011 sídlí kulturní centrum Zahrada, které poskytuje prostor pro prezentaci a tvorbu komunitního a současného umění všech žánrů. Přilehlý zahradní park slouží jako veřejná odpočinková zóna pro návštěvníky a obyvatele města.

#### Muzea a galerie:
- Stredoslovenské múzeum – Thurzův dům (Nám. SNP 4)
- Památník SNP (Kapitulská ul. 23)
- Literárne a hudobné múzeum – (Lazovná ul. 9)[9]
- Stredoslovenská galéria (Dolná ul. 8), její součástí je i stála expozice Dominika Skuteckého (Horná ul. 55)
- Poštové múzeum (Partizánska cesta 9)[10]

### Sport
- HC Banská Bystrica – 3x Mistr Slovenské Tipsport Extraligy
- FK Dukla Banská Bystrica – V současnosti hraje 3. slovenskou fotbalovou ligu

## Pamětihodnosti

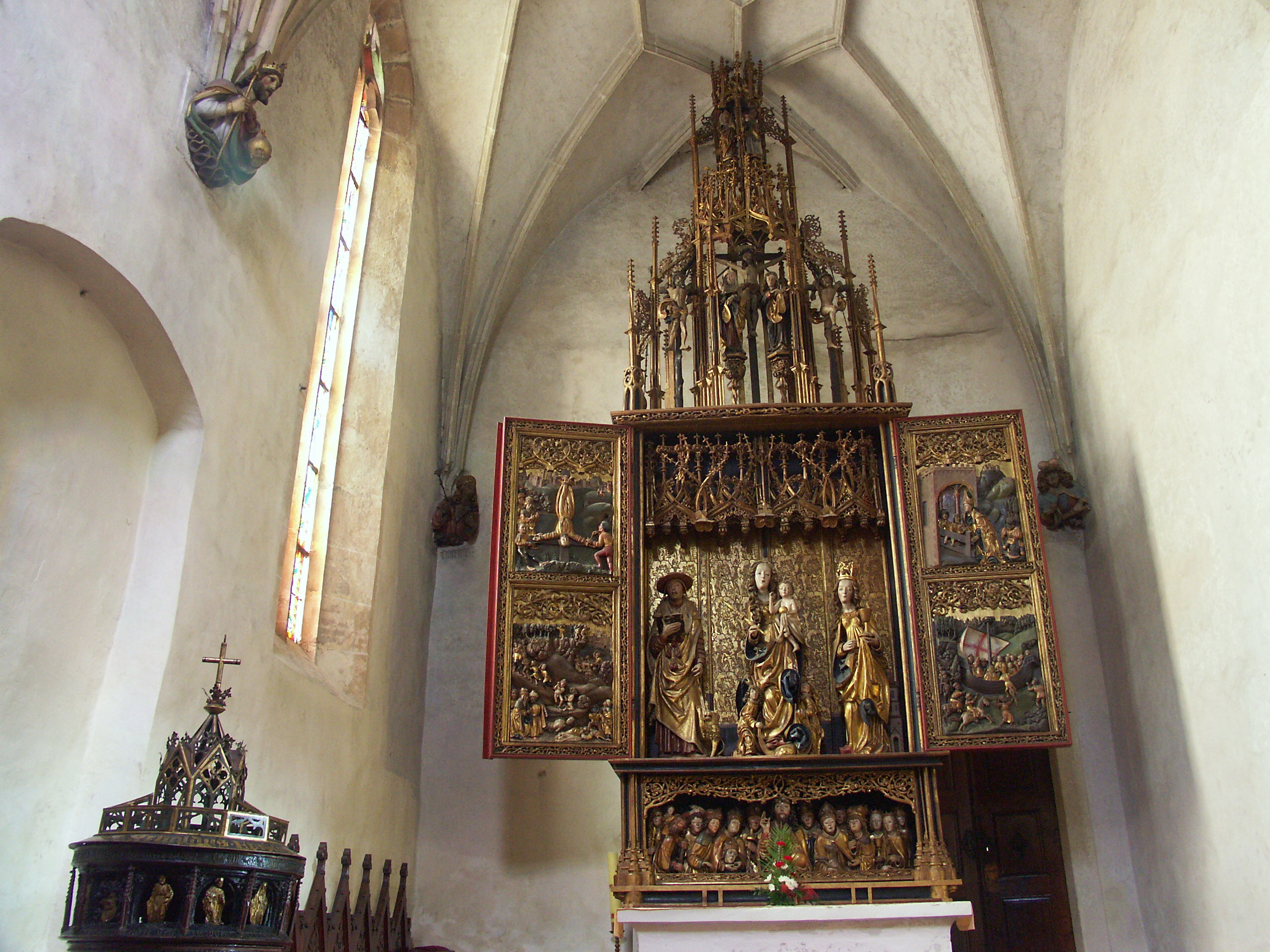
Oltář od Mistra Pavla

Kostel Nanebevzetí Panny Marie Kostel prošel gotickou přestavbou v 14. a 15. století. Z období po roce 1470 pocházejí jižní kaple sv. Ondřeje a Těla Kristova a severní kaple sv. Barbory. Navzdory několika ničivým požárem se v interiéru zachovalo množství gotických detailů. Z dílny Mistra Pavla z Levoče pochází oltář sv. Barbory v kapli zasvěcené této světici z roku 1509. K dalším hodnotným prvkům patří gotická bronzová křtitelnice z roku 1475, dílo mistra Jodoka (Jošta)  či socha Kristus na Olivové hoře. Kostel byl zbarokizován kolem roku 1761, kdy kostel zachvátil ničivý požár. Vznikla tak barokní výmalba kleneb od Antona Schmidta a hlavní oltář s obrazy Nanebevzetí Panny Marie a Svaté Trojice od Jana Lukáše Krackera z roku 1774.
Kostel svatého Kříže, je jednolodní stavba na nepravidelném půdorysu bez věže z druhé poloviny 15. století. Kostel je součástí opevnění bystrického hradu, přímo propojen s Pisarskou baštou. Oba objekty vznikly současně. Kolem roku 1492 je původní kaplička rozšířena k objektu Matějova domu, se kterým je propojena emporou. Kostel prošel úpravami okolo roku 1561, kdy došlo ke zvýšení lodě do dnešní podoby. Během reformace byl kostel evangelický, po odebrání kostela převzali stavbu jezuité, kteří ji barokně upravili.

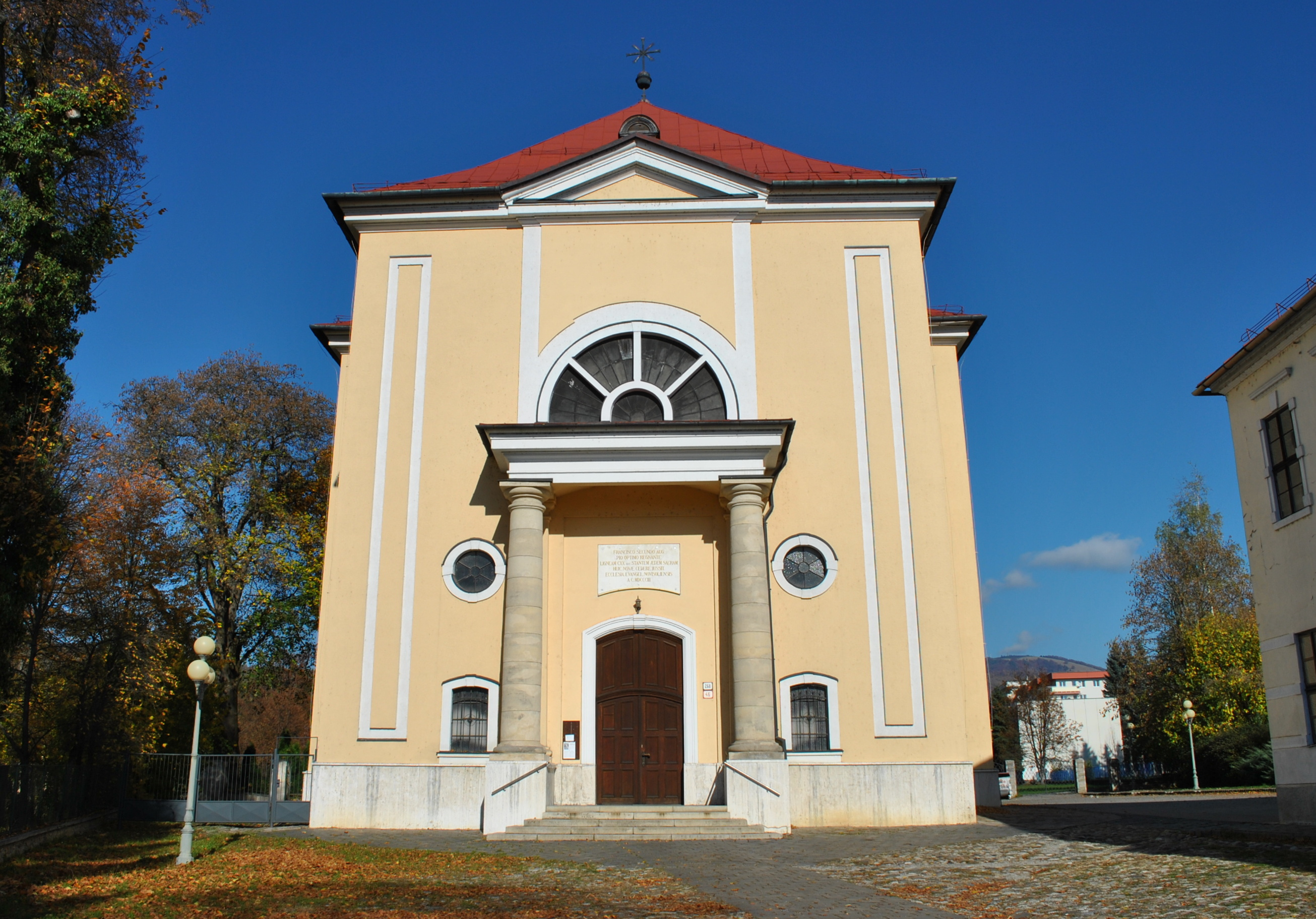
Evangelický kostel

Evangelický kostel, jednolodní empírová stavba na půdorysu řeckého kříže, bez věže, z let 1803–1807. Interiér je řešen jako centrální eliptický prostor se dvěma úrovněmi empor. Na oltáři se nachází obraz žehnajícího Krista. Na Hlavní fasádě dominuje rizalit ukončený trojúhelníkovým štítem s tympanonem. Na ose rizalitu je umístěn portikus nesený dvěma toskánskými sloupy. Nad ním se nachází termální okno. Fasády kostela jsou členěny lizénovými pásy.
Středověké centrum města bylo v roce 1955 prohlášeno za městskou památkovou rezervaci. Areál Městského hradu byl prohlášen za národní památku. Kromě samotného hradu se to týká kostela Nanebevzetí Panny Marie, takzvaného farního. Matějův dům byl sídlem královského úředníka. V areálu se nachází také stará radnice, tzv. Pretórium.
Na Náměstí SNP se nachází Katedrála svatého Františka Xaverského i biskupský palác. Stejně je tu i zrekonstruovaná radnice, domy bohatých obyvatel města: Thurzův dům, Benického dům, nakloněná městská hodinová věž a další památky. Další historické památky se nacházejí mimo centra: Kaštel Radvanských, Bárczyovský zámeček, Tihániovský kaštel. Mezi modernější stavby patří Památník SNP. Toto dílo architekta Dušana Kuzma bylo dokončeno v roce 1969.
Další pamětihodnosti:
- Kostel svatého Kříže
- Kostel svaté Alžběty
- Kostel svatého Jakuba

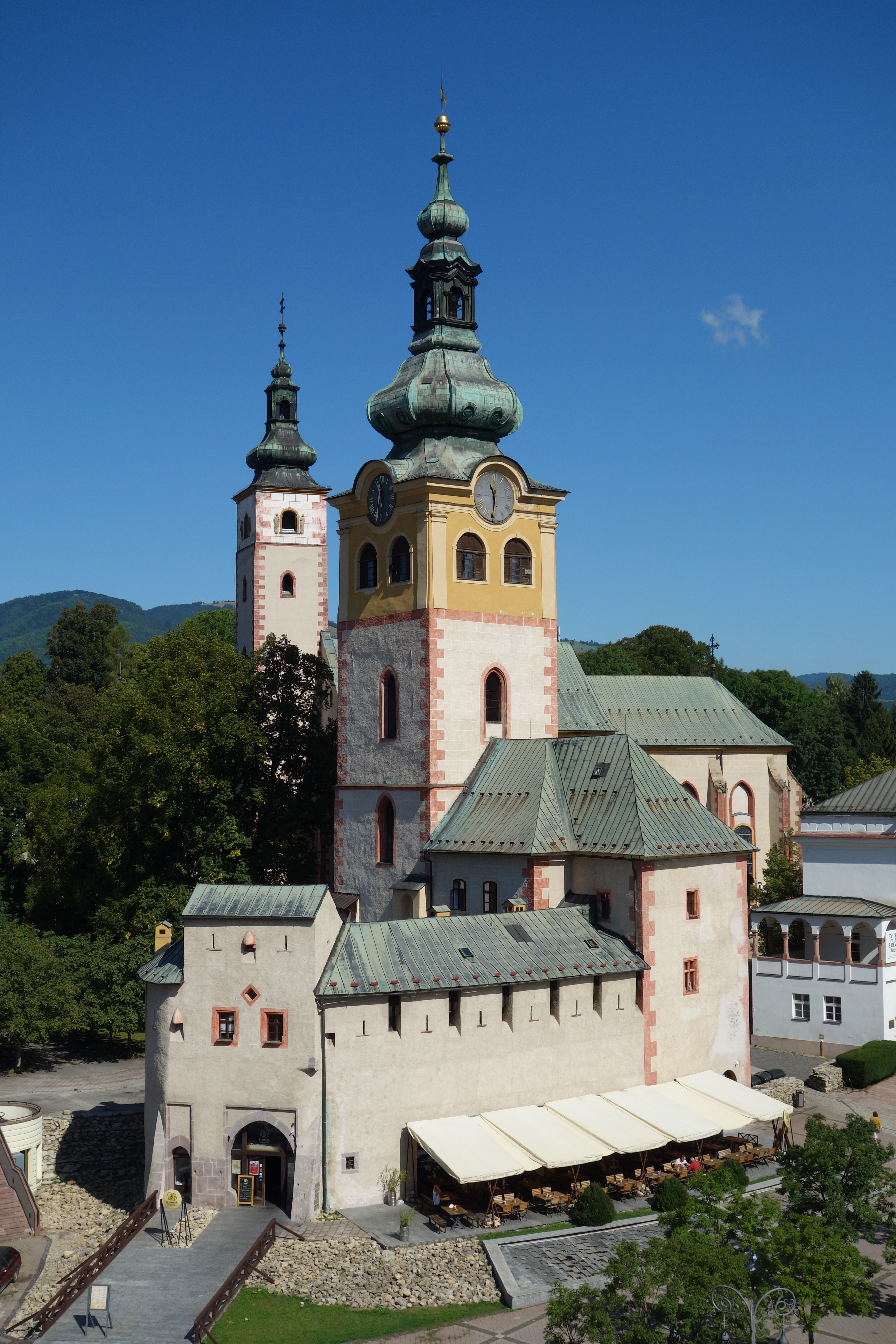
Barbakan - vstupní brána do Městského hradu

- Kaple svaté Barbory s oltářem od Mistra Pavla z Levoče
- Stará radnice (Prétorium)
- Mariánský sloup z roku 1719 na Náměstí SNP
- Domy z 15. a 16. století a biskupský palác z roku 1787 na Náměstí SNP
- Kaštel Radvanských ze 16. století v městské části Radvaň
- Tihániovský kaštel v městské části Kráľová
- Památník SNP z roku 1969
- Stredoslovenské múzeum
- Stredoslovenská galéria
- Kamenná vila, secesní stavba z roku 1920
- Národní dům z roku 1928, ve kterém sídlí Státní opera
- Kalvárie ze 17. století, 8 kaplí křížové cesty, kaple sv. Kříže a lipová alej
- Národní přírodní rezervace Príboj

## Osobnosti

### Rodáci
- Ladislav Hudec (1893–1958), architekt
- Paľo Bielik (1910 – 1983), herec, filmový režisér a scenárista.
- Peter Karvaš (1920–1999), dramatik
- Ján Langoš (1946–2006), politik
- Deana Horváthová (* 1958), herečka
- Adrian Jastraban (* 1969), herec
- Marian Vojtko (* 1973), operetní a muzikálový zpěvák, držitel ceny Thálie 2010 za roli barona Prášila, člen seskupení 4 Tenoři
- Peter Pellegrini (* 1975), premiér a prezident
- Ján Koleník (* 1979), herec
- Marek Slobodník (* 1989), cestovatel (projekt Transtrabant)

### Ostatní osobnosti
- Matej Bel (1684–1749), studoval zde na gymnáziu a byla po něm pojmenována místní univerzita
- Jozef Decrett (1774–1841), lesník
- Štefan Moyzes (1797–1842), pedagog a politik, banskobystrický biskup
- Karol Kuzmány (1806–1866), spisovatel, překladatel, novinář, teolog; působil v Bánské Bystrici a má zde pamětní desku
- Jozef Božetech Klemens (1817– 1883), malíř, sochař, vynálezce, přírodovědec a fotograf, učil zde
- Ján Botto (1829–1891), básník, je zde pohřbený
- Terézia Vansová (1857–1942), spisovatelka
- Martin Rázus (1888–1937),  básník, prozaik, dramatik, publicista, politik, evangelický farář; pohřbený je v Banské Bystrici

## Partnerská města
- Alba, Itálie
- Ascoli Piceno, Itálie
- Budva, Černá Hora
- Dabas, Maďarsko
- Durham, Spojené království
- Halberstadt, Německo
- Havířov, Česko
- Herzlija, Izrael
- Hradec Králové, Česko
- Charleston, Spojené státy americké
- Kovačica, Srbsko
- Larisa, Řecko
- Montana, Bulharsko
- Radom, Polsko
- Saint-Étienne, Francie
- Tarnobřeh, Polsko
- Tula, Rusko
- Vršac, Srbsko
- Zadar, Chorvatsko